# San Andrés Daboxtha
San Andrés Daboxtha es una localidad de México perteneciente al municipio de Cardonal en el estado de Hidalgo.

## Geografía
A la localidad le corresponden las coordenadas geográficas 20° 31’ 26.53” de latitud norte y 99° 3’ 56.373” de longitud oeste, con una altitud de 1982 m s. n. m. Se encuentra a una distancia aproximada de 13.56 kilómetros al sureste de la cabecera municipal, Cardonal.
En cuanto a fisiografía se encuentra dentro de las provincia de la Sierra Madre Oriental, dentro de la subprovincia del Carso Huasteco; su terreno es de sierra y lomerío. En lo que respecta a la hidrografía se encuentra posicionado en la región Panuco, dentro de la cuenca del río Moctezuma, en la subcuenca del río Amajac. Cuenta con un clima templado subhúmedo con lluvias en verano, de menor humedad.

## Demografía
En 2020 registró una población de 1056 personas, lo que corresponde al 5.43 % de la población municipal. De los cuales 498 son hombres y 558 son mujeres. Tiene 266 viviendas particulares habitadas.
| Gráfica de evolución demográfica de San Andrés Daboxtha entre 1900 y 2020                    |
|                                                                                              |
| Población de los censos y conteos del Instituto Nacional de Estadística y Geografía (INEGI). |

## Economía
La localidad tiene un grado de marginación alto y un grado de rezago social medio.